# Colobomatus denticis
Colobomatus denticis is een eenoogkreeftjessoort uit de familie van de Philichthyidae. De wetenschappelijke naam van de soort is voor het eerst geldig gepubliceerd in 1877 door Richiardi.